# Aralia plumosa
Aralia plumosa är en araliaväxtart som beskrevs av Hui Lin Li. Aralia plumosa ingår i släktet Aralia och familjen Araliaceae. Inga underarter finns listade.